# Симптом Лессажа
Симпто́м Лесса́жа (фр. Lessage D'ENSEIGNE; також симптом підвішування) — діагностичний прийом, який використовують у діагностиці менінгеального синдрому в маленьких дітей. Входить до комплексу менінгеальних симптомів.

## Етимологія
Симптом названо на честь французького лікаря, фундатора французької і світової педіатрії Адольфа Огюстена Лессажа (роки життя 1862—1952), який 1910 року описав його в своїй праці, присвяченій хворобам новонароджених.

### Сутність симптому
Є безумовною реакцію захисту надмірно збуджених через менінгеальний синдром корінців шийних нервів від болісного й надмірного розтягування.

### Методика виявлення симптому
Дитину віком до 1 року лікар бере під пахви двома руками, притримуючи вказівними пальцями голову дитини зі спини, і піднімає з ліжка, що веде до мимовільного підтягування ніжок до живота за рахунок згинання їх у кульшових та колінних суглобах і тривалої їхньої фіксації в такому зігнутому положенні. У здорової дитини при пробі Лессажа ніжки вільно рухаються — згинаються і розгинаються, він як би «дріботить» ними по ліжку шукаючи опору.